# Echiurophilus fizei
Echiurophilus fizei – gatunek widłonoga, jedyny przedstawiciel rodzaju Echiurophilus i rodziny Echiurophilidae. Nazwę naukową tego gatunku skorupiaków opublikowali w 1955 roku biolodzy Claude Delamare Deboutteville i Lídia Nunes-Ruivo.